# Famille de Brézé
Ne doit pas être confondu avec Famille de Dreux-Brézé.
Pour les articles homonymes, voir Brézé (homonymie).
La famille de Brézé est une famille de la noblesse française, d'extraction chevaleresque, originaire d'Anjou, puis implantée en Normandie et dans le Drouais.
Elle tire son nom de la seigneurie de Brézé, située au sud de Saumur (Maine-et-Loire). Elle a eu pour châteaux Brézé (remarquable par ses douves sèches qui abritent un véritable village souterrain troglodytique, la Ville de Brézé), La Varenne (à Charcé-Saint-Ellier), Brissac, Nogent-le-Roi, Rouvres (Eure-et-Loir), Anet, le Bec-Crespin, Mauny et Maulévrier, auxquels on peut ajouter le manoir de Marbeuf à Sahurs. Certains ont été reconstruits de fond en comble par la famille : ce fut le cas de Brissac, de Nogent-le-Roi, du Bec-Crespin et d'Anet (deux fois pour ce dernier).
Cette famille s'est éteinte vers la fin du XVIIe siècle.

## Histoire

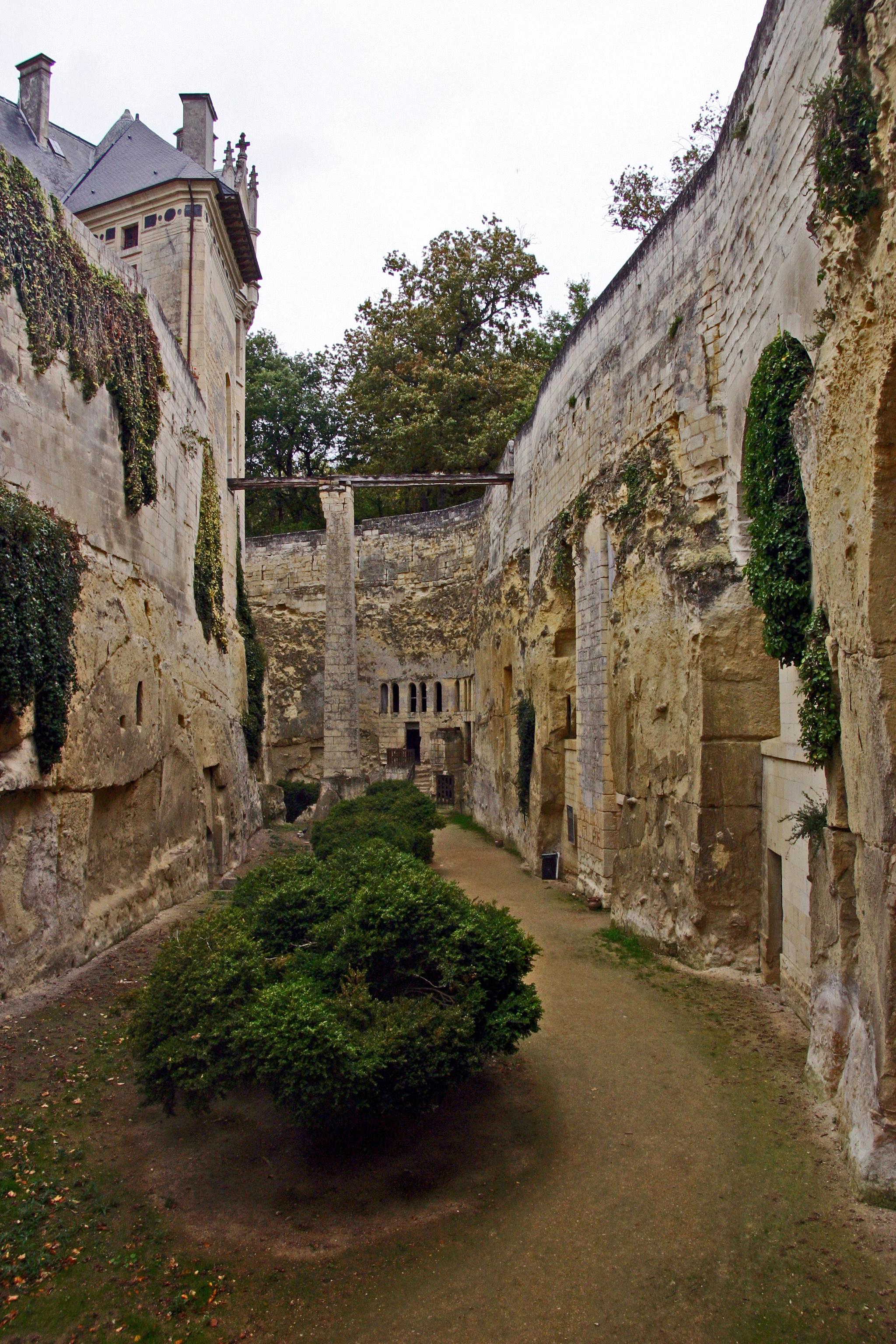
Château de Brézé, les douves

Les premiers membres de la famille de Brézé,,,,, depuis le début du XIIe siècle, ne sont pas parfaitement assurés : Geoffroy Ier (fl. 1110), Renaud (fl. 1125), Barthélemy (fl. 1160) ; puis au XIIIe siècle : Milon (fl. 1224, 1230), (l'historien Célestin Port note un Jean, fl. 1233 ?), Geoffroy II (fl. 1249 ; bailli de Charles d'Anjou ; selon Célestin Port, il organise en 1302 la succession-partage favorisant sa petite-fille Catherine de Brézé : cf. , p. 518), et son fils Jean (Ier) le Vieux (né aux alentours de 1240 ? ; fl. 1268 ; † 1293 ?). Ce dernier serait père de :  
- Catherine (née aux alentours de 1275 ?), dame de Brézé par la succession-partage en 1302, mariée à Macé de L'Estang et belle-mère de Péan de Maillé par leur fille Jeanne de L'Estang : d'où la suite de la seigneurie de Brézé (voir plus bas),
- et Jean II (ou Ier) de Brézé (fl. dans la 1re moitié du XIVe siècle) : seigneur de La Varenne, à Charcé-Saint-Ellier, il plaide en 1323 et 1332 contre la succession de Brézé aux Maillé. 
  - Il a pour fils Geoffroy (III) de Brézé († av. 1380), seigneur de La Varenne, de Longueville (à Charcé-Saint-Ellier)[11] et de Noyant (Noyant-la-Plaine)[12], époux d'Aliette de Thouars-Chemillé, dame de Brissac, qui lui apporte le fief de Brissac (en partie) : dont Jean III.

Fils de Geoffroy III, Jean III (ou II) de Brézé († v. ou ap. 1419), seigneur de La Varenne et de Brissac, devient le chef de la Maison de Brézé (mais pas de la seigneurie !) dans la deuxième moitié du XIVe et jusqu'au début du XVe siècle. Vivant encore en 1419, il se marie vers 1366/1370 avec Marguerite de Bueil, fille de Jean II ou III de Bueil. Ils ont pour fils Pierre Ier de Brézé, seigneur de La Varenne et de Brissac († av. 1427), marié avec Clémence Carbonnel, dont :
- Pierre II de Brézé (1412-1465), comte de Maulévrier et d'Évreux, Grand sénéchal de Normandie, sire de Brissac, marié avec Jeanne Crespin, qui lui apporte les fiefs de Mauny et de Maulévrier, dont :
  - Jacques de Brézé (c. 1440-1494), comte de Maulévrier, Grand sénéchal de Normandie, marié à Charlotte de Valois, fille de Charles VII et d'Agnès Sorel, dont :
    - Louis de Brézé (1463-1531), comte de Maulévrier, Grand sénéchal de Normandie, Grand veneur de France, marié à Diane de Poitiers en 1515 (descendance uniquement en lignée féminine ; Louis XV et Louis-Philippe en font partie).

La branche aînée s'éteint dans les mâles en 1589 avec Louis de Brézé, évêque de Meaux, fils d'un frère de Louis, Gaston de Brézé, et petit-fils de Jacques et Charlotte de Valois.
Une branche bâtarde, dite du Breuil et de Guignonville (commune de Bazainville), issue de Jacques, se développa dans le Drouais jusqu'à la fin du XVIIe siècle.

## Illustrations familiales

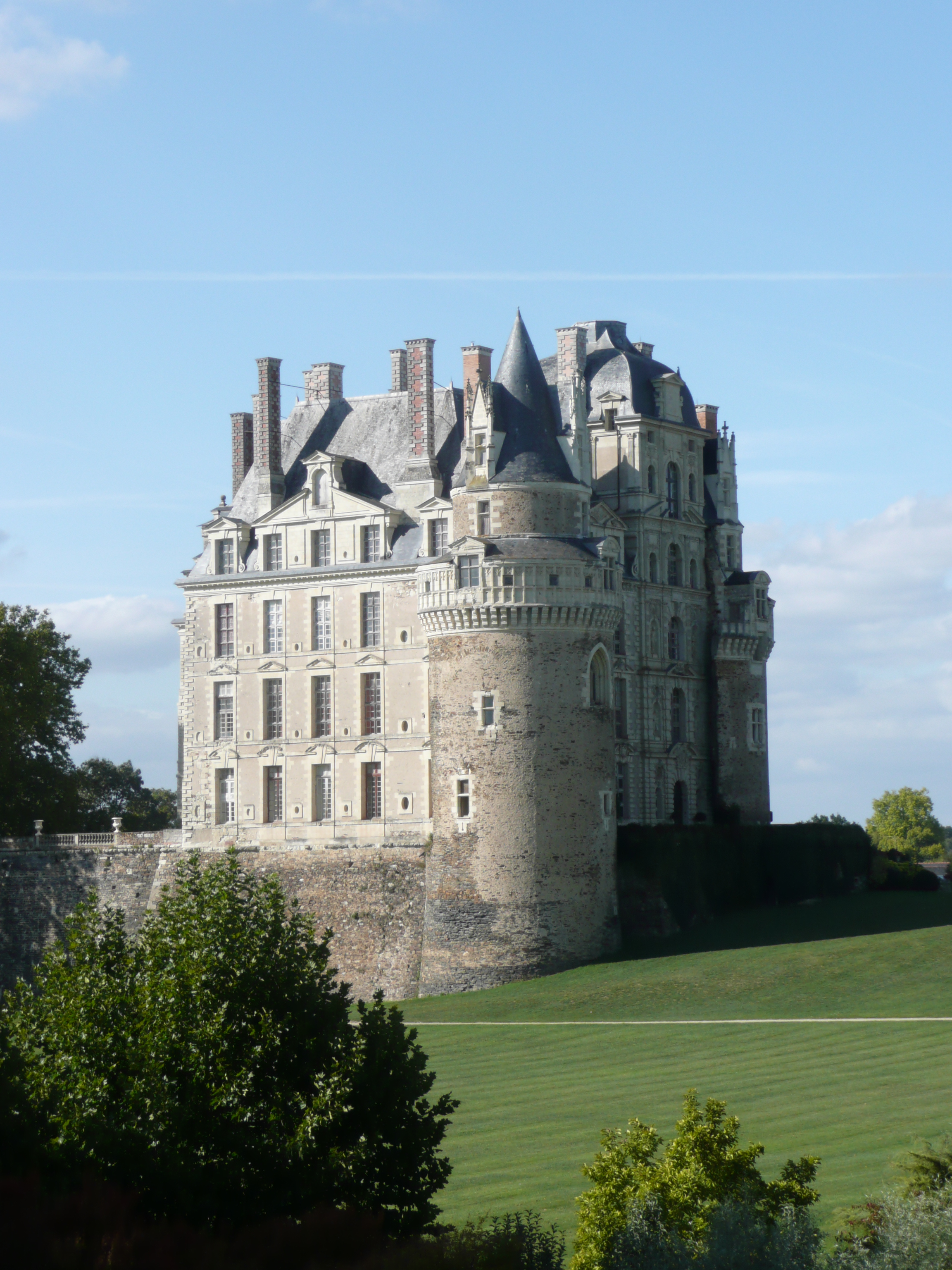
Château de Brissac, tour Brézé

- Château de Brissac, tour BrézéPierre II de Brézé (1412-1465), grand sénéchal de Normandie, maréchal héréditaire de Normandie capitaine de Rouen, etc
- Jacques de Brézé (vers 1438 - 1494), fils du précédent, grand sénéchal de Normandie, sire de Brissac, épousa en 1462 Charlotte de Valois, fille de Charles VII et d'Agnès Sorel
- Louis de Brézé (1463-1531), fils du précédent, grand sénéchal de Normandie, Grand veneur de France, épousa en 1514 Diane de Poitiers (future maîtresse d'Henri II). En 1502, il vend Brissac à René de Cossé, père de Charles, d'où les Cossé-Brissac
- Louis de Brézé († 1589), neveu du précédent, évêque de Meaux
- Diane de Poitiers, duchesse de Valentinois, dame de Saint-Vallier (1499-1566), épouse de Louis de Brézé, longtemps appelée la grande sénéchale

## Seigneurie de Brézé
Le chef de maison a perdu la seigneurie de Brézé au début du XIVe siècle, car Jean II de Brézé la donna à sa fille Catherine, épouse de Macé de Lestang, et elle fut transmise par leur fille Jeanne de Lestang à son mari Péan de Maillé, cadet de la famille de Maillé (marié en 1318 ; fils cadet d'Hardouin V de Maillé), d'où la succession de Brézé chez les Maillé-Brézé jusqu'au maréchal Urbain de Maillé et sa fille Claire-Clémence princesse de Condé (1628-94). Cette succession fut contestée par Jean III de Brézé.
La seigneurie de Brézé fut ensuite vendue en 1682 par Louis II de Bourbon-Condé (le Grand Condé), époux de Claire-Clémence de Maillé, à Thomas de Dreux, conseiller au Parlement de Paris. Ses descendants (sans rapport avec la Maison capétienne de Dreux et les comtes de Dreux) prirent alors le nom de Dreux-Brézé.

## Galerie

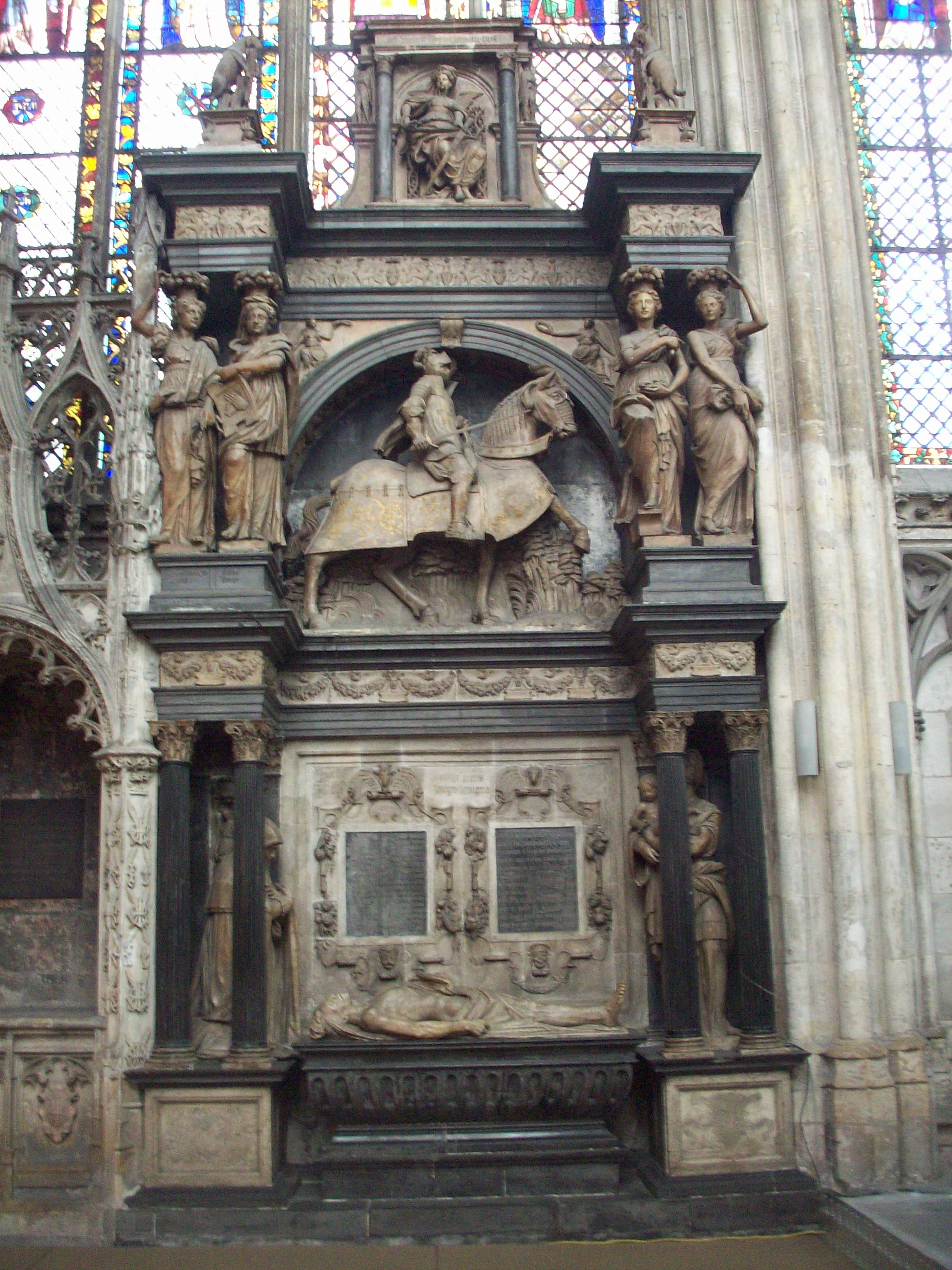
Tombeau de Louis de Brézé (Rouen)
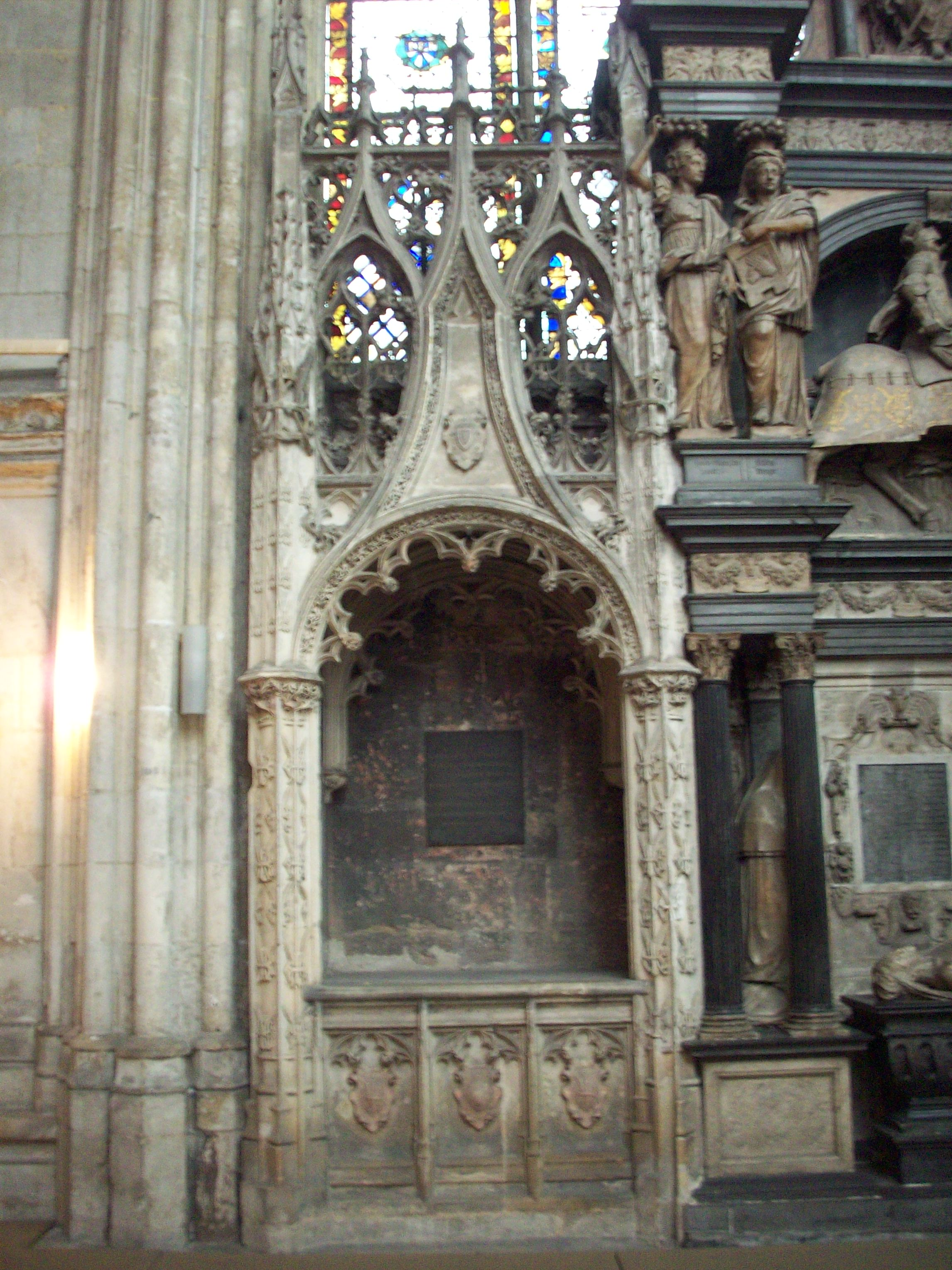
Enfeu de Pierre de Brézé (Rouen)